# Hoja carta

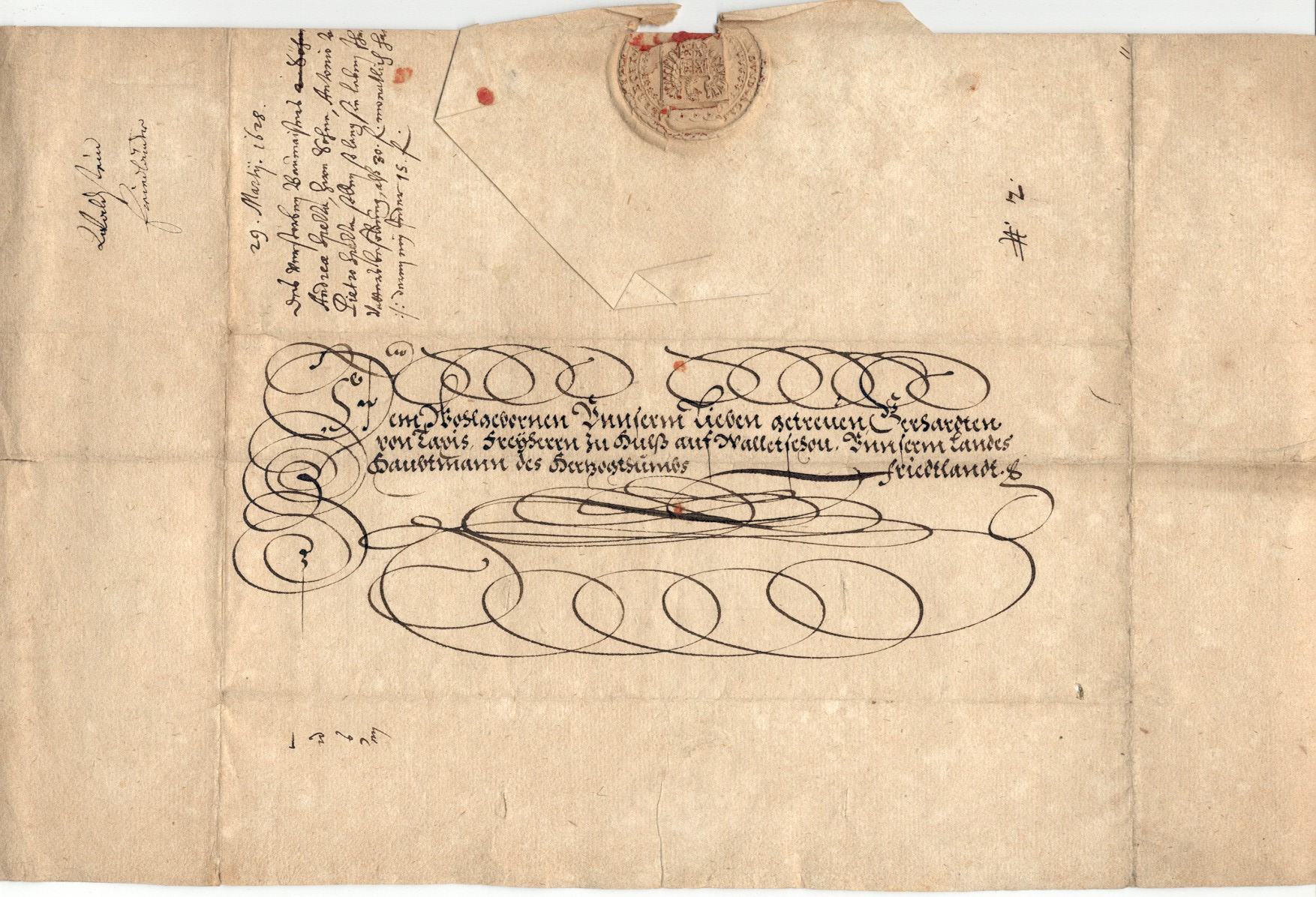
Hoja carta de 1628 abierta que muestra los pliegues, la dirección y el sello, con la carta escrita en el anverso

En la terminología filatélica, una hoja carta, a menudo escrita como hoja de carta, es una hoja de papel que se puede doblar, normalmente sellada (más a menudo con lacre en los siglos XVIII y XIX), y enviada por correo sin el uso de un sobre, o también puede ser un artículo similar de papelería postal emitido por una autoridad postal. Los pliegos de cartas derivan de la forma en que se confeccionaba la correspondencia escrita antes de mediados del siglo XIX: las cartas se escribían en una o varias hojas de papel que se doblaban y sellaban de forma que la dirección pudiera escribirse en el exterior.
El término "hoja carta" se ha utilizado para describir las cartas plegadas sin sello que se utilizaban antes de que se popularizaran los sobres. Recientes investigaciones académicas e iniciativas de conservación han denominado a estas cartas plegadas y selladas como "paquetes de cartas"; sin embargo, sólo se conoce la existencia de un número relativamente pequeño de ejemplos tempranos, como la Colección Brienne (1689-1706) en La Haya. Los sobres no se utilizaban mucho antes de la segunda mitad del siglo XIX, porque las tarifas postales de la mayoría de los países calculaban la hoja de papel adicional que formaba el sobre, lo que aumentaba el coste del envío cuando se utilizaba un sobre.
Las hojas carta prepagadas emitidas por los operadores postales son papelería postal porque llevan sello impresos, o indicia que indican el prepago, a diferencia de los sellos adhesivos que sólo imprimen las autoridades postales. Las hojas de carta que requieren la aplicación de sellos también han sido producidas por empresas privadas que, por lo general, no tienen autoridad para un indicio de prepago, por lo que el franqueo debe ser pagado por los medios normales a las tarifas postales normales. La mayoría de las autoridades postales de los países han emitido verdaderos pliegos de cartas en algún momento; sin embargo, la mayoría ha dejado de utilizarlos, excepto en forma de aerograma, debido a la popularidad de los sobres.

## Historia
Se cree que el primer artículo de papelería postal emitido por un gobierno es el pliego de AQ emitido en 1608 y que muestra el escudo de armas de Venecia. En 1790, Luxemburgo produjo una hoja de carta de 25 centavos. Los editores de periódicos británicos imprimieron sellos de colores en papel suministrado por el gobierno entre 1712-1870 y Australia produjo hojas de carta dos años antes de que se emitieran las hojas de carta Mulready en 1840. Durante este periodo los sobres se utilizaban raramente. En 1838, Nueva Gales del Sur emitió hojas de carta prepagadas con sellos en relieve sin tinta (lo que dificultaba su visualización) para prepagar el franqueo dentro de la ciudad de Sídney.

### Reformas postales británicas de 1840

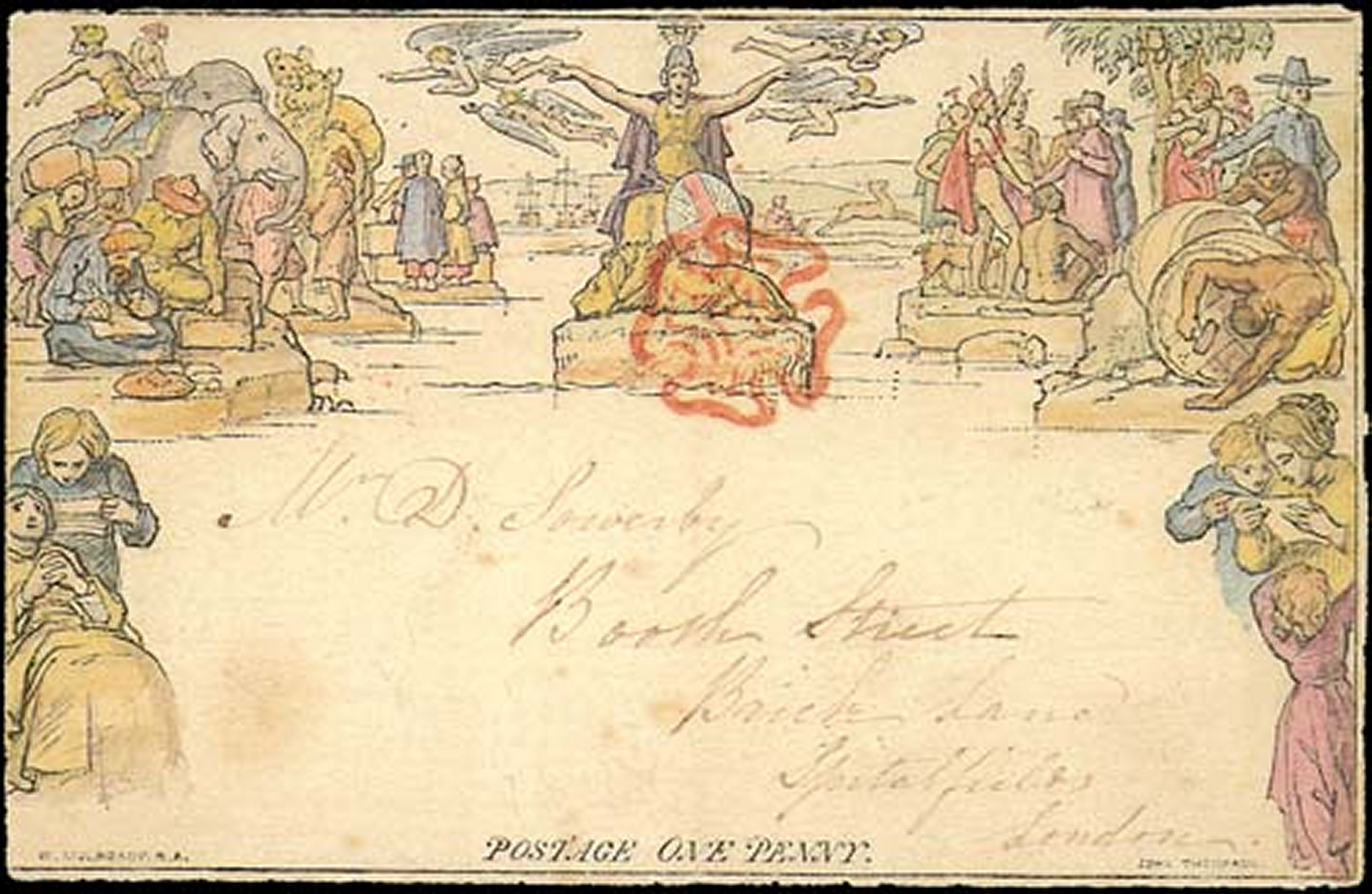
Un sobre de papelería 1d Mulready coloreado a mano de 1840 y enviado a Londres

Las hojas de carta prepagadas se introdujeron en el Reino Unido de Gran Bretaña e Irlanda al mismo tiempo que los primeros sellos postales estaban disponibles para su uso el 6 de mayo de 1840. Parte de las reformas postales de Rowland Hill fue la introducción de hojas de carta y sobres prepagados diseñados por el artista William Mulready, cuyo nombre siempre se asocia a estas primeras hojas de carta y sobres. Del mismo modo que los primeros sellos de correos se emitieron en dos valores (Penny Black y Two Penny Blue), las hojas de carta y los sobres se emitieron en valores de un penique y dos peniques en los mismos colores negro y azul que los sellos de correos del mismo valor.
El diseño incorporaba Britania en la parte superior central con un escudo y un león reclinado rodeado a ambos lados por una representación de los continentes de Asia y América del Norte con personas leyendo su correo en las dos esquinas inferiores. Rowland Hill esperaba que los pliegos de cartas fueran más populares que los sellos de correos, pero el sello de correos se impuso. Muchas caricaturas fueron producidas por los fabricantes de papelería, cuyo sustento se veía amenazado por el nuevo pliego de cartas. Sólo seis días después de su introducción, el 12 de mayo, Hill escribió en su diario:

Me temo que tendremos que sustituir el diseño de Mulready por algún otro sello... el público ha demostrado su desprecio e incluso su disgusto por la belleza.

En dos meses se había tomado la decisión de sustituir la papelería diseñada por Mulready y, en esencia, eran una locura.

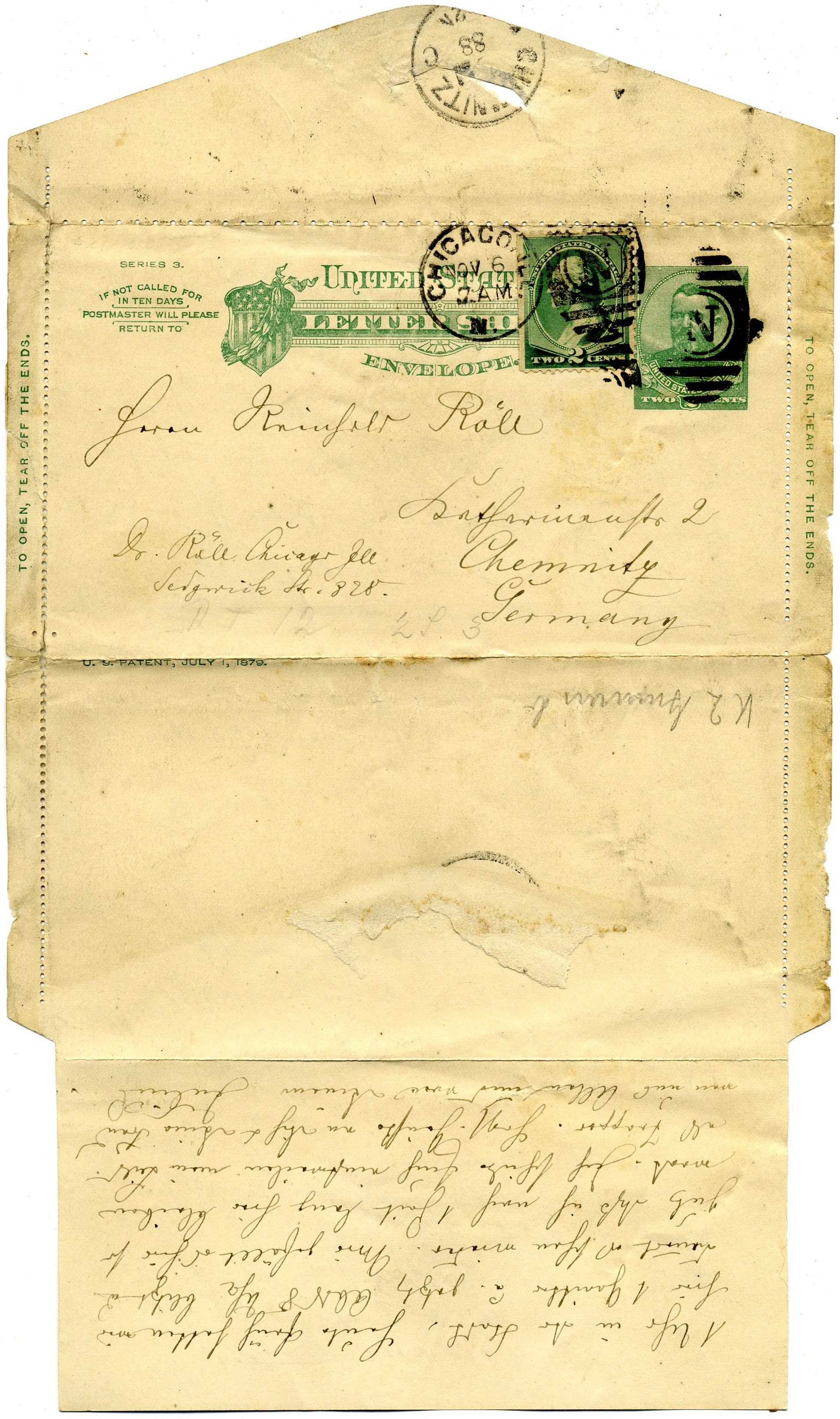
Una hoja de carta de 2¢ de 1886 de Grant aumentada en 2¢ y utilizada para Alemania, 1888. Obsérvese cómo la carta y las solapas fueron dobladas para el envío. Este ejemplo tiene las solapas laterales, ya que no se arrancaron al abrirse

.

### Estados Unidos delsigloXIX
Durante la Guerra Civil Americana, en agosto de 1861, los Estados Unidos emitieron dos hojas de carta de diferente tamaño que tenían el mismo diseño de sello impreso de tres centavos. El pliego pequeño de color rosa sobre azul claro (205 x 296 mm) era para la correspondencia de las damas y el tamaño más grande (256 x 405 mm) fue diseñado para los soldados, aparentemente como un papel de escritura conveniente sin la carga adicional de asegurar los sellos. El uso sugerido, aunque práctico, no se materializó y fueron retirados de la venta en abril de 1864.
A pesar del intento fallido de popularizar los pliegos de cartas en 1861, el 18 de agosto de 1886 se emitieron pliegos de cartas de dos céntimos con una imagen del presidente Ulysses S. Grant. La última vez que se produjeron fue en 1894, pero las ventas de pliegos de cartas continuaron lentamente hasta 1902. Desde entonces, Estados Unidos no ha producido ninguna, aparte de las hojas de cartas aéreas o aerogramas, que empezaron a estar disponibles en 1947 y que también se dejaron de fabricar en 2006.
Varias papelerías de la ciudad de Nueva York y otras ciudades publicaron hojas de carta pictóricas de producción privada. Estas hojas de carta, que mostraban sobre todo vistas de pájaro y escenas callejeras, se crearon para cumplir, aunque eludiendo, la normativa postal que, como la del Reino Unido, se basaba en el número de hojas de papel. Estos pliegos de cartas eran populares por su tamaño de 8.5 × 21 pulgadas que podía doblarse por la mitad, proporcionando cuatro páginas para escribir, pero la Oficina de Correos los consideraba como una sola hoja de papel.

### Cartas aéreas

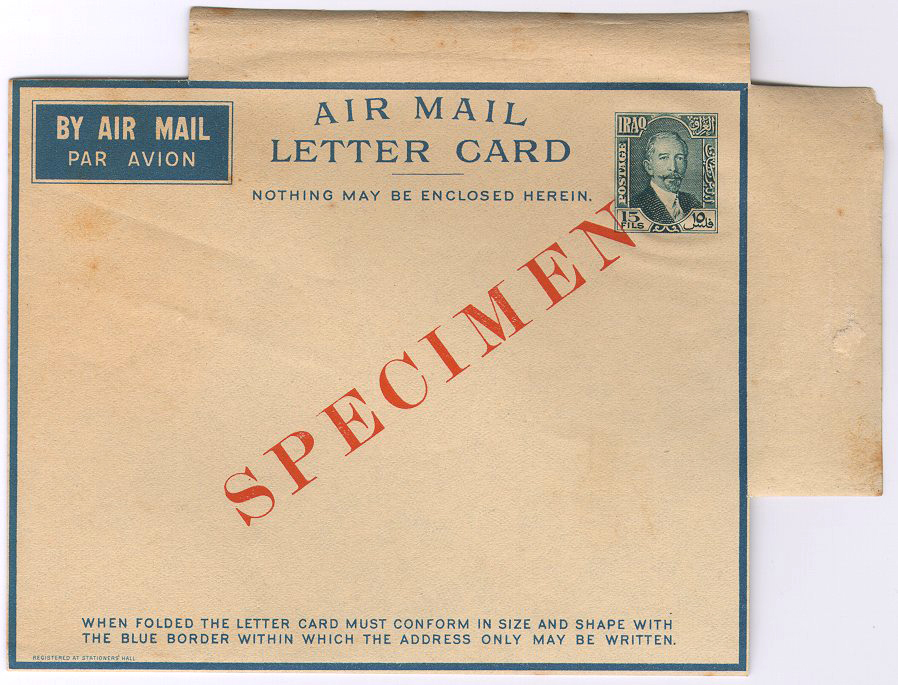
Tarjeta de correo aéreo de Irak emitida en 1933

Ya en 1933 existía en Irak un material de papelería especial en finas hojas de papel, llamado cartas aéreas. Los pliegos se doblaban al tamaño del borde azul y se utilizaban solapas engomadas para sellar el pliego. Douglas Gumbley, director de Correos del Gobierno de Irak en la década de 1930, se dio cuenta de que era necesario un impreso ligero para utilizarlo en los servicios aéreos que se estaban desarrollando en y a través de Medio Oriente, ya que el correo regular por tierra se cobraba por peso y variaba de tamaño y parecía demasiado caro para el servicio de correo aéreo. En febrero de 1933 registró personalmente el producto, que se utilizó primero en Irak y después en el Mandato Británico de Palestina, donde Gumbley estaba a cargo de los asuntos postales a finales de la década de 1930.

### Hojas carta de la Segunda Guerra Mundial
A principios de 1941, el Reino Unido introdujo unos formularios finos y ligeros destinados a sus fuerzas militares de ultramar. Conocidas como hojas de cartas aéreas, ocupaban mucho menos espacio que las cartas normales, y en agosto el uso de estas hojas se extendió a los civiles. Las comunicaciones de los POW aliados a través del Cruz Roja utilizaban un pliego especial con la inscripción Prisoner of War Air Mail en inglés y alemán o japonés con una indicación de 2½d. Los sobres aéreos de las Fuerzas Armadas tenían un valor de 3d mientras que la versión civil llevaba un sello de 6d.
Varios otros países adaptaron el modelo de hoja de ruta británica durante la guerra, mientras que muchos otros países las introdujeron después de la guerra. Curiosamente, la tarifa británica de 6d para las cartas aéreas se mantuvo en vigor hasta 1966, mientras que otras tarifas postales aumentaron.
Algunos campos de prisioneros de guerra y de concentración alemanes emitieron sus propias hojas cartas especiales para uso de los internos. Hacia el final de la Segunda Guerra Mundial, la OSS imprimió al menos ocho hojas de carta alemanas falsificadas para socavar la moral del Eje a finales de 1944 y 1945.

### Hojas carta modernas

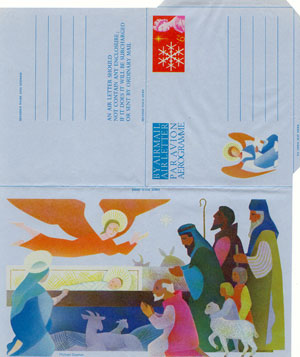
Aerograma de Navidad GB 6d con indicia

El aerograma, también escrito aérogramme, aerogramme, o airletter, también hecho de un papel ligero, es el equivalente moderno de la hoja de carta de la Segunda Guerra Mundial y la mayoría de los operadores postales los emiten prepagados, aunque la Irlanda, Nueva Zelanda y Rodesia los han emitido sin un indicio que requiere la adición de un sello de correos antes del envío.
La Unión Postal Universal adoptó el término aérogramme, la palabra francesa para referirse a la carta aérea, durante el XIII Congreso de la Unión Postal de 1951-52 celebrado en Bruselas y todos los países lo inscriben en sus hojas de correo aéreo, excepto el Reino Unido, que sigue utilizando el término Air Letter.
Sin embargo, no todas las hojas de ruta son aerogramas.  Cuba, por ejemplo, ha emitido una serie de hojas de ruta de colores que fueron diseñadas para uso interno, no de correo aéreo, en Cuba.